# Ladislav Vachulka
Ladislav Vachulka (27. března 1910, Kőszeg, Maďarsko – 14. dubna 1986, Praha) byl český hudební pedagog a organizátor, varhaník, cembalista, organolog a profesor pražské konzervatoře.
Po maturitě na reálném gymnáziu v Praze na Smíchově v roce 1929 začal studovat hudební vědu a estetiku na Filosofické fakultě Univerzitě Karlově. Na studium si přivydělával hrou na varhany, především v pražském kostele sv. Vojtěcha. Roku 1935 získal titul doktora filosofie a složil státní zkoušku ze sborového zpěvu. Od roku 1930 vedl amatérský taneční orchestr Smiling Boys, složený ze studentů různých národností ubytovaných většinou v budově pobočky YMCA v Praze. I po jeho rozpadu v roce 1933 vystupoval s různými hudebními skupinami, například se Settlery, které doprovázel na klavír, se souborem Pro arte antiqua (od roku 1938), Symposium musicum (založen Vachulkou v roce 1947) nebo Rožmberskou kapelou (od jejího založení roku 1974).
Během druhé světové války a po jejím skončení pracoval jako referent Státního památkového úřadu, kde měl na starosti dohled nad rekonstrukcemi historických varhan. Za okupace se také tajně podílel na záchraně historicky cenných zvonů zrekvírovaných nacisty. V roce 1949 byl v souvislosti s politickým procesem proti Miladě Horákové vzat do vazby a několik měsíců vězněn, avšak soud jej nakonec zprostil obvinění a propustil na svobodu. Poté začal působit na pražské konzervatoři, kde přednášel dějiny hudby a vyučoval hru na varhany a akordeon. Dále pořádal zájezdy do mnoha evropských, zejména italských měst, v nichž udržoval četné kontakty, které umožňovaly uplatnění začínajících českých hudebníků v zahraničí.